# Atheta nigritula
Atheta nigritula es una especie de escarabajo del género Atheta, familia Staphylinidae. Fue descrita científicamente por Gravenhorst en 1802.
Habita en Suecia, Austria, Finlandia, Países Bajos, Francia, Noruega, Estonia, Polonia, Reino Unido, Ucrania, Rusia, Dinamarca, Italia, Alemania, Bielorrusia y Suiza.